# 南下政策
南下政策（なんかせいさく）とは、ある国家が南方に進出しようとする政策。単に南下政策といった場合はロシア帝国の南下政策を指すことが多い。

## ロシアの南下政策

### 不凍港と南下政策
ロシア南下政策の最大の目的は、年間を通して凍結することのない「不凍港」の獲得だった。
18世紀以降海洋進出に乗り出したロシアは広大な面積を有するものの、ユーラシア大陸の北部に偏って存在するため、国土の大部分が高緯度に位置し、黒海・日本海沿岸やムルマンスク地区、カリーニングラード（旧ケーニヒスベルク。なおカリーニングラード州がロシア領となったのは第二次世界大戦後のことである。）等を除き、冬季には多くの港湾が結氷する。そのため、政治経済上ないし軍事戦略上、不凍港の獲得が国家的な宿願の一つとなっており、歴史的には幾度となく南下政策を推進してきた。
ロシアの国土は、冬が長く、寒冷・多雪などといった現象をもたらし、一部を除けば農業生産は必ずしも高くない。ここでは高い密度の人口を支えることが困難であり、人々はよりよい環境を求めて未開発の周辺地域に移ろうと努める。なかでも、より温暖な南方の土地を求める願望には根深いものがある。一方、ロシア人は概して政治的権力による統制を極度に嫌うアナーキーな傾向をもち、このようなロシア人気質はこうした膨張主義を助長している。ロシアの人々は国家からの介入を嫌い、辺境へ、権力の外側へと向かおうとするのであるが、権力の側もむしろこれを利用して、人々が苦労して入植して開墾した土地に後から追いつき、その政治力・軍事力を用いて労せず入手するということが繰り返されてきた。これは、第三者からみれば、官民一体の南進運動であるかのように映り、それゆえロシア国外の人々からすれば強い警戒感を免れないものであった。
人口においても資源において西欧諸国とは比較にならない大国ロシアが不凍港を獲得し本格的に海洋進出を始めることに対して、西欧諸国は地政学の見地から並々ならぬ脅威を感じ、ロシアの南下政策を阻止することに非常な努力を注ぎ、この衝突が19世紀の欧州史における大きな軸となった。

### 汎スラヴ主義・東方正教会・マルクス主義（社会主義）
ロシア帝国の南下政策は、主にバルカン半島、中央アジア、中国及び極東の三方面において行われた。ロシア自身がスラヴ民族とギリシア正教圏（東方正教会）の盟主を自負していたこともあり、バルカン半島においては汎スラヴ主義と連動し当地での民族国家樹立を後押ししたが、一方では宗教も絡み、オスマン帝国、オーストリア＝ハンガリー帝国との対立の要因ともなった。
ロシア革命後のソビエト連邦は、帝国主義に基づいた膨脹政策を放棄したものの、当初は公然と革命輸出を唱えていたこともあり、革命の波及を恐れる列強によって封じ込め政策の対象となる。冷戦時代になると、社会主義陣営を拡張する動きが、かつての南下政策と同様の図式で語られることが多かった。

### 南下政策の諸相
- 第2次ウィーン包囲（1683年）後の戦争で、中央ヨーロッパのカトリック諸国を中心とする神聖同盟に加入しオスマン帝国との戦争に参戦。1700年のコンスタンチノープル条約でアゾフ海の制海権を得た。
- 最初の積極的な南下外征はオスマン帝国に支配されていた黒海沿岸のクリミア半島であった。この政策を計画したのはロシア皇帝エカチェリーナ2世。この治世下では積極的な外交政策によってロシアはコーカサスまでも獲得した。
- 黒海の航行権獲得のためエジプト・トルコ戦争の際にオスマン帝国を支援。しかしイギリスの軍事介入によって挫折。
- 1853年クリミア戦争によりオスマン帝国と直接開戦。戦争は優位に運ぶも、欧州列強がオスマン帝国を支持したため失敗。しかし1856年のパリ条約でのウィーン議定書はロシアにとって妥協的なものであった[注釈 1]。
- 1854年（嘉永7年）千島列島、全樺太島やカムチャツカ半島までも明記した「改正蝦夷全図」なる（加陽・豊島　毅作）。
- 1855年日本（江戸幕府）との間に樺太方面での国境を定めない日露和親条約締結。
- 1858年太平天国の乱とアロー戦争が同時進行で混乱した大清帝国との間で黒竜江北岸のロシアへの割譲と烏蘇里江以東の外満洲を清露共同管理地とするアイグン条約を締結。
- 1860年太平天国の乱とアロー号戦争で弱体化した大清帝国との間に、アイグン条約で共同管理地とされた烏蘇里江以東の外満洲のロシアへの割譲を決めた北京条約を締結、外満洲全土を獲得。不凍港のウラジオストクを得る。
- 1867年日露間樺太島仮規則を締結。
- 1875年樺太千島交換条約を締結。樺太全島がロシア領になった。
- 1877年露土戦争によってオスマン帝国に完全勝利。サン・ステファノ条約によりバルカン半島の覇権を握った。翌年に列強の圧力によりサン・ステファノ条約は破棄されるも（ベルリン会議）、セルビア、ルーマニアなどが、オスマン帝国から独立した。ただし全ての南下政策が終了した訳ではなく、バルカン半島のスラヴ民族の独立抵抗は継続され、これに欧州列強による帝国主義が関わり、衰退するオスマン帝国に対する東方問題、南下政策に代わるロシア帝国の汎スラヴ主義がバルカン半島の火薬庫として燻り続け、第一次世界大戦の伏線となる。
- ヨーロッパにおける南下の限界を知ったロシアはアジアにおける南下進出を図る。アジアに対する南下政策は、すでに17世紀末からあった。シベリア遠征の結果、ロシアの勢力圏は1697年には太平洋まで達していた。これは直接的には、南下政策とは関係がなかったが、シベリア遠征が完了するとロシアの目は中国に注がれた。しかし当時東アジア最大の大国、清に阻まれている（ネルチンスク条約）。しかしアジアが弱体化した18世紀末以降、不凍港問題を解決するために、ロシアはインド、ペルシアに目を付け、当時海上覇権を確立しつつあったイギリスと衝突する様になる。19世紀末には中国北東部を拠点として朝鮮半島・中国中央地域支配をもくろむも、当時国力を高めつつあった日本の干渉により難航。
- 1891年、ウラジオストクから太平洋に進出するルートとなるシベリア鉄道が着工される。
- 1895年、三国干渉により、東アジアにおける第2の不凍港となる旅順租借地を獲得。
- シベリア鉄道の全線開通が迫る1902年、大韓帝国の支配権をロシアと争う日本と、ロシアの海洋進出を恐れるイギリスにより、日英同盟が締結される。
- 1904年日露戦争が勃発し、ポーツマス条約によって日本に旅順と東清鉄道南満州支線（後の南満州鉄道）と南樺太を奪われ朝鮮進出も絶望的になると、中央アジア進出を積極的に行うようになった。
- 1922年、ロシア革命により、ソヴィエト社会主義共和国連邦が誕生すると政情不安のため一時期南下政策は中断された。
- 第二次世界大戦を通じてソ連はドイツの侵攻を巻き返し、東欧諸国を支配下におき衛星国家とする。西側諸国はこれを鉄のカーテンと呼んだ。
- 1945年にソ連対日参戦をし、南樺太と千島列島を占領。戦後に北方領土問題となる。さらに北海道の半分をソ連占領地とする要求も出されたがハリー・S・トルーマン大統領に拒否された。
- 1970年代から南イエメンのアデン湾、ベトナムのカムラン湾、シリアのタルトゥース、イラクのウンム・カスルなどでソ連海軍の不凍港の確保という念願は達成されたが、陸軍偏重の軍事体制が敷かれたこと、1980年代に入ると経済難も重なり、アメリカ並みの外洋艦隊の編成は挫折することとなった。

### 主な事例
紛争も含めると、戦後においては次のような事例があげられる。
- 1946年 - クルディスタン（マハバード共和国）
  - ソ連による独立支援によってクルド人は独立宣言したが、ソ連軍撤退によって1年で崩壊。
- 1969年 - 中ソ国境紛争
- 1979年 - アフガニスタン侵攻
- 1994年 - チェチェン紛争
- 2008年 - 南オセチア紛争
- 2014年 - 2014年クリミア危機
- 2022年 - ウクライナ侵攻